# Gaspar Becerra
Gaspar Becerra (Baeza, 1520 – Madrid, 18 febbraio 1568) è stato uno scultore e pittore spagnolo.

## Biografia
Nato a Baeza nel 1520, si trasferì a Roma da giovane e vi iniziò la sua carriera di pittore. Collaborò con Daniele da Volterra alla cappella di Lucrezia della Rovere a Trinità dei Monti, nella quale dipinse una Natività di Maria.
Dopo vent'anni a Roma, tornò in Spagna nel 1556. A Valladolid ricevette l'incarico della pala d'altare della Cattedrale di Astorga, una delle sue opere principali. Nel 1562 fu nominato pittore di corte da Filippo II di Spagna e si trasferì a Madrid. Lavorò ad alcuni affreschi nel Palazzo Reale di El Pardo e nella Real Alcázar di Madrid. Morì a Madrid nel 1568.